# 그랑시티자이
그랑시티자이(영어: Gran City Xi) 또는 그랑시티(영어: Gran City)는 대한민국 경기도 안산시 상록구 컨벤션센터 부지에 지어진 대단지 주상복합 아파트와 멀티플렉스, 백화점, 업무지구로 이루어진 복합시설이다. 아파트 25개동, 오피스텔 5개동으로 이루어져 있다. 세대 수는 아파트 6,600세대, 오피스텔 1,053세대다.

## 역사
사동90블록은 고잔신도시(古棧新都市) 사업의 일부로 안산신도시 2단계 개발 사업으로 면적 약7,582,151m2에 인구 13만여 명의 생활공간 조성사업의 일부중 하나였다. 고잔신도시 개발 계획 수립당시에는 일반상업용지로서 컨벤션센터부지 예정지였으나 개발기간이던 1992년부터 1998년까지 7년이 지나도록 구체적인 개발계획이 수립되지 않은 채 방치되었다. 
그러다 지난 2005년 국제자동차경주대회인 챔프카 대회를 유치키로 하고 트랙과 부대시설을 사동90블록에 건설하려 했다가 대회 자체가 무산되는 바람에 다시 표류해버렸다. 그러다가 2008년 3월 삼성물산, GS건설, KB부동산신탁, 동훈건설 등으로 구성된 GS컨소시엄과 협약을 체결한 문화복합단지개발사업으로 활로를 찾기 시작한 거 같았으나 금융위기 등으로 다시 사업이 지지부진해졌다. 
결국 햇수로 8년을 끌어온 이 사업은 6월20일 안산시와 GS컨소시엄이 8천12억 원에 사동 90블록(36만9천m2) 토지매매계약을 체결함으로써 마침내 본격화되었다. GS건설 컨소시엄은 2023년까지 사업비 3조7천억 원을 투입해 90블록에 공동주택 6천600가구와 오피스텔, 연구개발(R&D)시설, 호텔, 공공·문화시설, 스마트팩토리 등을 조성할 예정이다.

## 특징
지역난방, 열병합 방식이며 테라스형 오픈발코니와 펜트하우스등이 도입된 것이 특징이다. 또한 세대마다 스마트폰 연동 네트워크 시스템과 약 15만여권의 도서를 보유하고 있는 국내 최대 아파트 전자도서관이 보급되며, 원격검침 시스템, 원격제어 시스템과 신재생에너지 태양광 발전설비가 설치되어 공용시설 에너지 절감효과를 발생시킨다. 지하주차장에는 차 충전을 위한 전기차 충전 스테이션이 설치된다.

## 교통
- 한국 철도공사 신안산선 - 한양대에리카캠퍼스역

## 대중문화
- 2018년에 방영된 JTBC 한끼줍쇼 107회 안산편 오프닝에 노출되었다.

## 학군
- 안산해솔초등학교
- 안산해솔중학교

## 같이 보기
- GS건설
- 자이
- 신도시